# Juncaginaceae
Las juncagináceas (nombre científico Juncaginaceae) son hierbas perennes, acuáticas o palustres, de distribución cosmopolita pero de hábitats principalmente costeros. La familia es reconocida por sistemas de clasificación modernos como el sistema de clasificación APG III (2009) y el APWeb (2001 en adelante). Las juncagináceas se diferencian de otras familias por poseer hojas más o menos unifaciales, una inflorescencia en racimo o espiga, con escapo, y flores con todas sus piezas libres entre sí. 

## Taxonomía
Introducción teórica en Taxonomía
Véase también Filogenia
La familia fue reconocida por el APG III (2009), el Linear APG III (2009) le asignó el número de familia 37. La familia ya había sido reconocida por el APG II (2003).
Los géneros, según el APWeb:
- Triglochin
- Lilaea
- Maundia
- Tetroncium

Sinónimos según el APWeb: Heterostylaceae Hutchinson, Lilaeaceae Dumortier, Maundiaceae Nakai, Triglochinaceae Chevalier